# GamePlanet

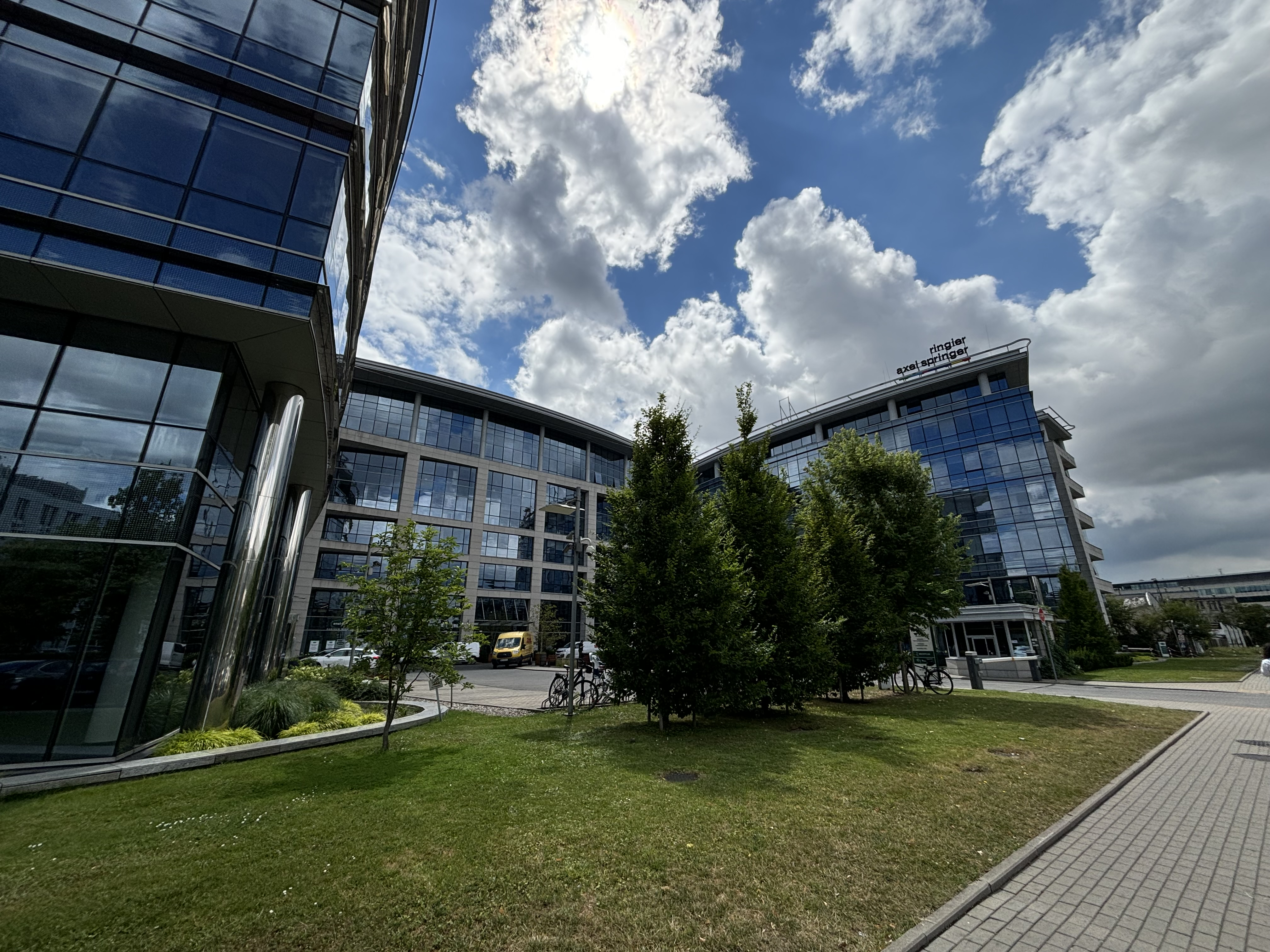
Siedziba GamePlanet znajduje się w budynku Ringier Axel Springer Polska przy ulicy Domaniewskiej 49 w Warszawie

GamePlanet (Gameplanet.onet.pl) – polski serwis internetowy oferujący bezpłatne gry przeglądarkowe online. Został uruchomiony w 2017 roku jako następca platformy GryOnline Onet, przejmując część popularnych tytułów po zamknięciu serwisu NK.pl, w tym „Na Ryby”, „Wiejskie Życie”, „Goodgame Empire” oraz „Goodgame Big Farm”.
Serwis umożliwia użytkownikom rozgrywkę w znane na całym świecie gry, uczestnictwo w turniejach oraz dostęp do informacji o nowościach ze świata gier.
Gry dostępne na GamePlanet podzielone są na różne kategorie tematyczne, m.in. strategiczne, logiczne, klasyczne oraz sportowe. Na stronie głównej prezentowane są również rekomendacje redakcyjne.
Właścicielem serwisu GamePlanet jest Grupa Ringier Axel Springer Polska należąca do Axel Springer SE i Ringier AG.

## Zasięg i użytkownicy
Zgodnie z danymi Mediapanel, portal GamePlanet odwiedza miesięcznie średnio 150 000 użytkowników, którzy spędzają na grach online blisko godzinę dziennie. W zestawieniu uwzględniono jedne z najbardziej popularnych stron gamingowych.

## Funkcjonalności
- Gry przeglądarkowe – GamePlanet oferuje ponad 200 gier dostępnych za darmo w przeglądarce[4].
- Artykuły i recenzje – Serwis posiada sekcję poświęconą artykułom i recenzjom, obejmującą analizy nowych gier, poradniki oraz zestawienia najciekawszych tytułów. Publikowane treści pomagają użytkownikom w wyborze gier, dostarczając informacji o mechanikach rozgrywki, fabule oraz optymalnych strategiach[6]. Ponadto, GamePlanet gromadzi w jednym miejscu aktualne promocje, konkursy oraz specjalne bonusy dostępne w grach[7].
- Turnieje i społeczność graczy – Serwis organizuje turnieje, w których użytkownicy mogą rywalizować i zdobywać nagrody w wybranych grach. Platforma oferuje elementy społecznościowe, takie jak rankingi graczy, umożliwiające śledzenie wyników oraz porównywanie osiągnięć[8].

## Kategorie gier
Serwis GamePlanet oferuje szeroki wybór gier przeglądarkowych, podzielonych na różne kategorie tematyczne. Wśród dostępnych kategorii znajdują się:
- Gry farmerskie – Produkcje, w których gracze wcielają się w rolników, farmerów i hodowców, zarządzając uprawami, zwierzętami oraz zasobami. Popularne tytuły w tej kategorii to Farm Merge Valley[9], Royal Story[10] oraz Farmerama[11].
- Gry strategiczne – Zbiór gier, które ćwiczą planowanie działań oraz podejmowanie decyzji wpływających na dalsze losy rozgrywki. Gry strategiczne uczą sukcesywnego budowania i rozwijania zasobów. Najpopularniejszymi grami w tej kategorii są: Broken Ranks[12], League of Angels Pact[13]  i Drakensang[14].
- Gry sportowe – Kategoria gier, w których rozgrywki skupiają się na konkretnym sporcie lub kategorii sportowej. Zawodnicy uczą się zasad gry, rozwijają zdolności zręcznościowe oraz trenują rywalizację między zespołami. Kultową grą z tej kategorii jest Ski Jump[15].
- Gry logiczne – Tytuły wymagające od graczy logicznego myślenia, szybkiego rozwiązywania zagadek oraz szukania kreatywnych rozwiązań. Łamigłówki logiczne relaksują graczy i trenują spostrzegawczość. Najpopularniejszymi tutyłami z kategorii gier logicznych są np. Bubble Shooter Pro[16]  oraz Kris Mahjong[17].
- Gry wieloosobowe (multiplayer) – Kategoria gier, którą cechuje dzielenie jednego środowiska rozgrywki przez wielu graczy na raz. Użytkownicy współpracują lub rywalizują ze sobą. Popularnymi tytułami są Darts Club[18]  i Fishing Clash[19].
- Gry barowe – Produkcje symulujące klasyczne gry barowe, takie jak bilard, kości czy ruletka. Wśród popularnych tytułów znajdują się Pool 8 Ball Mania[20]  oraz Salon gier GameDesire[21].
- Pasjanse – Gry karciane oparte na różnych wariantach pasjansa, wymagające logicznego myślenia, znajomości zasad oraz przewidywania kolejnych ruchów. Przykładami są Klondike Solitaire[22] i Solitaire Story[23].
- Gry klasyczne – Produkcje o prostej i przyjemnej mechanice, uznawane za kultowe i popularne wśród szerokiego grona graczy. W tej kategorii znajdują się m.in. Shards: The Brickbreaker[24] oraz Balls and Brick[25].
- Gry zręcznościowe – Gatunek obejmujący gry wymagające od graczy szybkiego refleksu i sprawnego reagowania na zmieniające się warunki rozgrywki. Przykładami gier zręcznościowych są: Wild Hunt[26]  i Moto Road Rash 3D[27].

## Filtrowanie i wyszukiwanie
Serwis GamePlanet umożliwia użytkownikom wyszukiwanie gier za pomocą tagów, które odzwierciedlają kluczowe trendy w branży gier online. Na stronie głównej prezentowane są najpopularniejsze tagi, co ułatwia graczom dostęp do cieszących się największym zainteresowaniem tytułów. Przykładowe tagi to „Mobilne”, „Akcja”, czy „Puzzle”. Tagi umożliwiają użytkownikom szybkie odnalezienie gier odpowiadających ich preferencjom i zainteresowaniom.

## Projekty specjalne

### „Sędzia” – piłkarski quiz
W 2022 roku zespoły GamePlanet i Video Ringier Axel Springer Polska, ze wsparciem merytorycznym redakcji Przeglądu Sportowego Onet, przygotowały quiz piłkarski „Sędzia” z okazji Mistrzostw Świata w Piłce Nożnej 2022 w Katarze. W grze użytkownicy wcielali się w rolę sędziego i mogli sprawdzić swoją wiedzę oraz zdolność oceny sytuacji na boisku.

### Gry z okazji 100. rocznicy Bitwy Warszawskiej
W 2020 roku w setną rocznicę Bitwy Warszawskiej serwis GamePlanet udostępnił wszystkie gry inspirowane tym wydarzeniem, które powstały podczas okolicznościowego game jam, zorganizowanego przez Krakowski Park Technologiczny, KGHM i GamePlanet.

### „Skoki Narciarskie 2020”
W 2020 roku z okazji konkursu skoków narciarskich w Zakopanem, serwis GamePlanet dla fanów tej dyscypliny udostępnił grę „Skoki Narciarskie 2020”, w której gracze mogli wcielić się w rolę skoczka narciarskiego. Gra oferowała kilka trybów rozgrywki, w tym trening oraz turniej, a także umożliwiała porównywanie wyników z innymi graczami.

## Hackatony i wydarzenia

### „1920 Jam”
Serwis GamePlanet razem we współpracy z Krakowskim Parkiem Technologicznym i KGHM był współorganizatorem siedmiodniowego game jamu „1920 Jam”, którego celem było stworzenie gier nawiązujących do rocznicy Bitwy Warszawskiej. Zwycięskie gry zostały udostępnione za pośrednictwem serwisu.

### „Miedź Jam”
W 2021 roku GamePlanet i KGHM z okazji 60-lecia KGHM Polska Miedź S.A. zorganizowali „Miedź Jam”, – wydarzenie, podczas którego uczestnicy w ciągu tygodnia tworzyli gry inspirowane miedzią jako tematem przewodnim. Zwycięskie gry pojawiły się w portalu GamePlanet, a twórcy zwycięskich projektów otrzymali gratyfikację finansową.

## Partnerzy
Od 2021 roku GamePlanet prowadzi współpracę z cyfrowym wydawcą gier Azerion Group N.V., w której skład wchodzą między innymi Azerion i GameDistribution.